# Eleições autárquicas de 2013 em Évora
As eleições autárquicas de 2013 serviram para eleger os diferentes órgãos do poder local autárquico do concelho de Évora.
A Coligação Democrática Unitária (PCP-PEV) conseguia recuperar uma autarquia que foi comunista de 1976 a 2001. Com Carlos Pinto de Sá, a CDU conseguia recuperar a câmara municipal ao PS com uma vitória folgada ao obter a maioria absoluta.
O Partido Socialista (PS) foi o grande derrotado ao perder uma autarquia era sua nos últimos 12 anos, ficando-se com um resultado abaixo dos 30%.
Por fim, a coligação PSD-CDS elegeu 1 vereador e o Bloco de Esquerda ficou longe de ganhar qualquer influência política no concelho.

## Resultados Oficiais
Os resultados nas eleições autárquicas de 2013 no concelho de Évora para os diferentes órgãos do poder local foram os seguintes:

#### Câmara Municipal
| Partido                 | Partido                        | Votos  | %               | +/-   | Vereadores | +/-     |
| ----------------------- | ------------------------------ | ------ | --------------- | ----- | ---------- | ------- |
|                         | Coligação Democrática Unitária | 11 776 | 49,30 / 100,00  | 14,28 | 4 / 7      | 1       |
|                         | Partido Socialista             | 6 199  | 25,95 / 100,00  | 13,53 | 2 / 7      | 1       |
|                         | PSD-CDS                        | 3 510  | 14,70 / 100,00  | -     | 1 / 7      | -       |
|                         | Bloco de Esquerda              | 934    | 3,91 / 100,00   | 1,08  | 0 / 7      | Estável |
| Votos Inválidos         | Votos Inválidos                | 1 466  | 6,14 / 100,00   | 3,39  |            |         |
| Total                   | Total                          | 23 885 | 100,00 / 100,00 |       | 7 / 7      |         |
| Eleitorado/Participação | Eleitorado/Participação        | 48 072 | 49,69 / 100,00  | 4,83  |            |         |

#### Assembleia Municipal
| Partido                 | Partido                        | Votos  | %               | +/-   | Deputados | +/-     |
| ----------------------- | ------------------------------ | ------ | --------------- | ----- | --------- | ------- |
|                         | Coligação Democrática Unitária | 10 795 | 45,20 / 100,00  | 10,12 | 11 / 21   | 3       |
|                         | Partido Socialista             | 6 374  | 26,69 / 100,00  | 11,37 | 6 / 21    | 2       |
|                         | PSD-CDS                        | 3 902  | 16,34 / 100,00  | -     | 3 / 21    | -       |
|                         | Bloco de Esquerda              | 1 220  | 5,11 / 100,00   | 0,68  | 1 / 21    | Estável |
| Votos Inválidos         | Votos Inválidos                | 1 594  | 6,68 / 100,00   | 3,55  |           |         |
| Total                   | Total                          | 23 885 | 100,00 / 100,00 |       | 21 / 21   |         |
| Eleitorado/Participação | Eleitorado/Participação        | 48 072 | 49,69 / 100,00  | 4,87  |           |         |

#### Juntas de Freguesia
| Partido                 | Partido                        | Votos  | %               | +/-  | Presidentes | Mandatos  | +/- |
| ----------------------- | ------------------------------ | ------ | --------------- | ---- | ----------- | --------- | --- |
|                         | Coligação Democrática Unitária | 10 318 | 43,17 / 100,00  | 7,40 | 5 / 12      | 52 / 108  | 16  |
|                         | Partido Socialista             | 7 229  | 30,25 / 100,00  | 9,44 | 7 / 12      | 43 / 108  | 32  |
|                         | PSD-CDS                        | 3 792  | 15,87 / 100,00  | -    | 0 / 12      | 11 / 108  | -   |
|                         | Bloco de Esquerda              | 1 025  | 4,29 / 100,00   | 3,27 | 0 / 12      | 2 / 108   | 2   |
| Votos Inválidos         | Votos Inválidos                | 1 537  | 6,43 / 100,00   | 2,92 |             |           |     |
| Total                   | Total                          | 23 901 | 100,00 / 100,00 |      | 12 / 12     | 108 / 108 | 59  |
| Eleitorado/Participação | Eleitorado/Participação        | 48 072 | 49,72 / 100,00  | 5,31 |             |           |     |

## Resultados por Freguesia

### Câmara Municipal
| Freguesia                                   | %     | %     | %        | %    | Votantes |
| Freguesia                                   | CDU   | PS    | PSD- CDS | BE   | Votantes |
| ------------------------------------------- | ----- | ----- | -------- | ---- | -------- |
| Bacelo e Senhora da Saúde                   | 49,69 | 24,93 | 14,93    | 4,03 | 7 336    |
| Canaviais                                   | 48,43 | 28,77 | 11,51    | 2,91 | 1 373    |
| Évora                                       | 43,78 | 22,57 | 21,66    | 5,44 | 2 428    |
| Malagueira e Horta das Figueiras            | 52,02 | 20,05 | 16,91    | 4,27 | 8 378    |
| N.S. da Tourega e N.S. de Guadalupe         | 56,90 | 31,16 | 5,43     | 2,64 | 645      |
| Nossa Senhora da Graça do Divor             | 66,55 | 26,01 | 2,70     | 0,34 | 296      |
| Nossa Senhora de Machede                    | 48,25 | 37,76 | 6,99     | 3,15 | 572      |
| São Sebastião da Giesteira e N.S. da Boa Fé | 43,15 | 47,32 | 5,80     | 2,08 | 672      |
| São Bento do Mato                           | 37,81 | 37,28 | 18,37    | 2,12 | 566      |
| São Manços e São Vicente do Pigeiro         | 37,77 | 51,20 | 6,78     | 0,93 | 752      |
| São Miguel de Machede                       | 45,11 | 37,45 | 5,11     | 6,38 | 470      |
| Torre de Coelheiros                         | 51,64 | 45,06 | 3,27     | 2,27 | 397      |
| Évora                                       | 49,30 | 25,95 | 14,70    | 3,91 | 23 885   |

### Assembleia Municipal
| Freguesia                                   | %     | %     | %        | %     | Votantes |
| Freguesia                                   | CDU   | PS    | PSD- CDS | BE    | Votantes |
| ------------------------------------------- | ----- | ----- | -------- | ----- | -------- |
| Bacelo e Senhora da Saúde                   | 44,97 | 26,19 | 16,39    | 5,26  | 7 334    |
| Canaviais                                   | 43,19 | 30,37 | 12,82    | 4,37  | 1 373    |
| Évora                                       | 39,43 | 23,11 | 23,98    | 6,51  | 2 427    |
| Malagueira e Horta das Figueiras            | 47,83 | 20,39 | 18,98    | 5,63  | 8 381    |
| N.S. da Tourega e N.S. de Guadalupe         | 57,05 | 30,70 | 5,58     | 2,79  | 645      |
| Nossa Senhora da Graça do Divor             | 62,84 | 26,01 | 3,38     | 3,04  | 296      |
| Nossa Senhora de Machede                    | 45,63 | 38,29 | 8,92     | 3,15  | 572      |
| São Sebastião da Giesteira e N.S. da Boa Fé | 40,92 | 47,32 | 6,70     | 2,53  | 672      |
| São Bento do Mato                           | 33,92 | 38,34 | 20,49    | 2,83  | 566      |
| São Manços e São Vicente do Pigeiro         | 36,30 | 52,13 | 6,52     | 1,20  | 752      |
| São Miguel de Machede                       | 39,36 | 37,02 | 6,81     | 10,00 | 470      |
| Torre de Coelheiros                         | 49,87 | 43,07 | 3,02     | 2,52  | 397      |
| Évora                                       | 45,20 | 26,69 | 16,34    | 5,11  | 23 885   |

### Juntas de Freguesia
| Freguesia                                   | 2009-2013   | 2009-2013                      | 2009-2013      | 2013-2017 | 2013-2017                      | 2013-2017      |
| ------------------------------------------- | ----------- | ------------------------------ | -------------- | --------- | ------------------------------ | -------------- |
| Bacelo e Senhora da Saúde                   | Não Exisita | Não Exisita                    | Não Exisita    |           | Coligação Democrática Unitária | 42,70 / 100,00 |
| Canaviais                                   |             | Partido Socialista             | 57,59 / 100,00 |           | Partido Socialista             | 44,14 / 100,00 |
| Évora                                       | Não Exisita | Não Exisita                    | Não Exisita    |           | Coligação Democrática Unitária | 37,15 / 100,00 |
| Malagueira e Horta das Figueiras            | Não Exisita | Não Exisita                    | Não Exisita    |           | Coligação Democrática Unitária | 46,69 / 100,00 |
| N.S. da Tourega e N.S. de Guadalupe         | Não Exisita | Não Exisita                    | Não Exisita    |           | Coligação Democrática Unitária | 62,95 / 100,00 |
| Nossa Senhora da Graça do Divor             |             | Coligação Democrática Unitária | 59,40 / 100,00 |           | Coligação Democrática Unitária | 64,86 / 100,00 |
| Nossa Senhora de Machede                    |             | Partido Socialista             | 59,82 / 100,00 |           | Partido Socialista             | 48,60 / 100,00 |
| São Sebastião da Giesteira e N.S. da Boa Fé | Não Exisita | Não Exisita                    | Não Exisita    |           | Partido Socialista             | 55,95 / 100,00 |
| São Bento do Mato                           |             | Partido Socialista             | 52,60 / 100,00 |           | Partido Socialista             | 42,76 / 100,00 |
| São Manços e São Vicente do Pigeiro         | Não Exisita | Não Exisita                    | Não Exisita    |           | Partido Socialista             | 59,18 / 100,00 |
| São Miguel de Machede                       |             | Partido Socialista             | 42,77 / 100,00 |           | Partido Socialista             | 42,77 / 100,00 |
| Torre de Coelheiros                         |             | Coligação Democrática Unitária | 49,32 / 100,00 |           | Partido Socialista             | 48,87 / 100,00 |